# Lira veneziana
La Lira veneziana fu la moneta della Repubblica di Venezia fino al 1797, quando Napoleone la sostituì con la lira italiana, la moneta del Regno d'Italia.
Il documento più antico che cita la lira in Venezia risale al 953 dove la lira è menzionata come "libra venetorum parvorum" o "libra denariorum venetarum".
La lira di Venezia, inizialmente solo una moneta di conto e, come tutte le altre derivanti dalla monetazione carolingia, era suddivisa in 20 soldi, ognuno a sua volta suddiviso in 12 denari. Questi ultimi erano l'unica moneta fisicamente esistente a Venezia
La prima lira "reale" coniata a Venezia è la lira Tron (o semplicemente Trono) del 1472, sotto il doge Nicolò Tron, per il valore iniziale di 20 soldi (6,52 g con titolo di 948/1000). In seguito alla scoperta e al conseguente sfruttamento di nuovi depositi di argento in Europa, a Venezia fu possibile infatti introdurre per la prima volta una moneta di questo valore.
Si trattava di una moneta di modulo ampio che superava il peso di sei grammi, un aumento sostanziale rispetto al gros tournois emesso dai re di Francia, che era allora la moneta di maggior valore che circolava in Europa. L'esempio fu presto imitato da altre città come ad esempio Milano due anni dopo.
La lira Tron fu anche la prima lira emessa in Italia.
In seguito il titolo peggiorò e fu chiamata lirazza o liretta, divisa in 10 gazzette.

## Lira veneta
Monete con il nome di lira veneta furono emesse dopo la caduta della repubblica in più occasioni. Una prima volta furono coniate due emissioni, con variazioni minime, di un pezzo da 10 lire nel 1797 da parte del governo provvisorio. Erano d'argento a 826‰ e pesavano 28,47 grammi.
Il governo austriaco coniò una lira veneta nel periodo 1797-1805. I pezzi coniati furono da 2, 1 e 1/2 lira. Erano di mistura al 250‰; la lira pesava 5,3 grammi.  Nel 1802 fu ribattuta con un peso di 11,35 d e lo stesso titolo dell'emissione precedente.
Una moneta ancora con il nome di lira, senza ulteriori specificazioni, fu coniata a Venezia dal governo provvisorio nel biennio 1848-1849. Le monete avevano le caratteristiche ponderali delle monete napoleoniche. Fu coniato un marengo d'oro da 20 lire, la moneta d'argento da 5 lire, con due varianti e le frazioni da 15, 5, 3 ed un centesimo, la prima in mistura e le altre in rame. Tutte le monete avevano al dritto il leone di San Marco. La moneta da 20 lire recava al dritto nel contorno la legenda INDIPENDENZA ITALIANA e in esergo VENEZIA mentre al rovescio c'era la legenda ALLEANZA DEI POPOLI LIBERI.